# Ingolstadt Hauptbahnhof
Ingolstadt Hauptbahnhof – główny dworzec kolejowy w Ingolstadt, w kraju związkowym Bawaria, w Niemczech. Znajdują się tu 4 perony.